# Hypsoblennius sordidus
Hypsoblennius sordidus es una especie de pez de la familia Blenniidae.

## Morfología
Los machos pueden llegar alcanzar los 11,6 cm de longitud total.

## Depredadores
Es depredado por Pinguipes chilensis .

## Hábitat y distribución
Es un pez de mar y de clima templado.
Se encuentra en el pacífico suroriental (Chile).